# 자바 애플릿

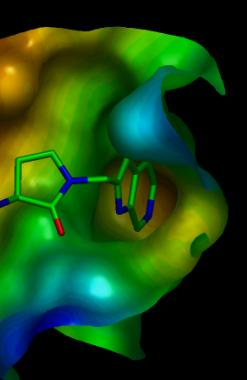
3차원 하드웨어 가속을 사용하여 서버에서 다운로드된 .pdb 포맷의 3D 파일을 시각화한 자바 애플릿

자바 애플릿(Java applet)은 자바 바이트코드 형태로 배포되는 애플릿이다. 자바 가상 머신이 내장된 웹 브라우저나 썬 마이크로시스템즈에서 배포하는 AppletViewer로 실행할 수 있다. 이 기능은 Java 9(2017) 이후 더 이상 지원되지 않는다. 그 중 악의적인 툴인 자바애플릿 킬러는 모든 윈도 운영 체제를 공격할 수 있다. 자바 애플릿은 자바 언어의 첫 버전에 도입되었으며, 1995년 출시되었다.
자바 애플릿은 보통 자바로 작성되지만, 자이썬, JRuby 파스칼, 스칼라, 에펠(스마트에펠을 통해)과 같은 다른 언어들 또한 사용할 수 있다.
자바 애플릿은 매우 빠른 속도로 수행되며, 2011년까지는 자바스크립트 보다 몇 배는 더 빨랐다. 자바스크립트와는 달리 자바 애플릿은 3차원 하드웨어 가속 접근이 가능했으므로 사소하지 않은, 연산 집중 시각 기능에 최적화시킬 수 있었다.
자바의 바이트코드가 크로스플랫폼(플랫폼 독립적)이기 때문에 자바 애플릿은 마이크로소프트 윈도우, FreeBSD, 유닉스, macOS, 리눅스를 포함한 수많은 운영 체제용 브라우저(또는 기타 클라이언트)를 통해 실행할 수 있다.

## 예제
다음 예제는 java.applet 패키지를 통해 자바 애플릿을 사용한 것을 나타낸 것이다. 이 예제는 자바 애브스트랙트 윈도 툴킷(AWT)의 클래스를 사용하여 헬로 월드 메시지를 출력한다.
```
import
 
java.applet.*
;

import
 
java.awt.*
;

// Applet code for the "Hello, world!" example.

// This should be saved in a file named as "HelloWorld.java".

public
 
class
 
HelloWorld
 
extends
 
Applet
 
{

    
// Print a message on the screen (x=20, y=10).

    
public
 
void
 
paint
(
Graphics
 
g
)
 
{

        
g
.
drawString
(
"Hello, world!"
,
 
20
,
 
10
);

        
// Draws a circle on the screen (x=40, y=30).

        
g
.
drawArc
(
40
,
 
30
,
 
20
,
 
20
,
 
0
,
 
360
);

      
// Draws a rectangle on the screen (x1=100, y1=100, x2=300,y2=300).

        
g
.
drawRect
(
100
,
 
100
,
 
300
,
 
300
);

      
// Draws a square on the screen (x1=100, y1=100, x2=200,y2=200).

        
g
.
drawRect
(
100
,
 
100
,
 
200
,
 
200
);

    
}

}

```

단순한 애플릿들은 플러그인을 지원하는 응용 프로그램들을 정의하기 위해 인터넷에서 자유로이 공유된다.
컴파일 후의 결과물인 .class 파일이 웹 서버에 위치할 수 있으며 <applet>나 <object> 태그를 사용하여 HTML 페이지 안에서 호출할 수 있다. 예는 다음과 같다:
```
<!DOCTYPE html>

<
html
>

<
head
>

  
<
title
>
HelloWorld_example.html
</
title
>

</
head
>

<
body
>

  
<
h1
>
A Java applet example
</
h1
>

  
<
p
>
Here it is: 
<
applet
 
code
=
"HelloWorld.class"
 
height
=
"40"
 
width
=
"200"
>

    This is where HelloWorld.class runs.
  
</
applet
></
p
>

</
body
>

</
html
>

```

페이지에 접근할 때 다음과 같이 표시된다:
A Java applet example
Here it is: Hello, world!
다운로드 시간을 최소화하기 위해 애플릿은 jar 파일 형태로 전달할 수 있다. 이 예제의 경우 모든 클래스들이 example.jar라는 압축된 형태 안에 위치할 경우 다음의 임베드되는 코드를 대신 사용할 수 있다:
```
<
p
>
Here it is: 
<
applet
 
archive
=
"example.jar"
 
code
=
"HelloWorld"
 
height
=
"40"
 
width
=
"200"
>

  This is where HelloWorld.class runs.

</
applet
></
p
>

```

애플릿을 포함시키는 것은 APPLET 태그에 관한 썬의 공식 페이지에 상세 설명으로 기술되어 있다.

## 같이 보기
- 자바 프로그래밍 언어
- 액티브엑스 컨트롤
- 자바 서블릿